# 밀 Mi-8
밀 Mi-8은 러시아 밀사가 생산하는 다목적 헬리콥터이다. 약 17,000대가 출시되어 50여개 국가에 수출되어, 세계에서 가장 많이 생산된 헬기 중 하나다. 남북한이 모두 사용 중이다. 24명의 승객을 태울 수 있으며, 최대이륙중량은 블랙호크, 아파치(10톤)와 비슷한 12톤이다. 아비아 자보드에서 생산된다.

## 제원 (Mi-8T)
정보의 출처: Jane's All The World's Aircraft 1992-93
일반 특성
- 승무원: 3 (pilot, copilot, flight engineer)
- 용량: 

  - 24 passengers or
  - 12 stretchers and seat for 1 medical attendant or
  - 3,000 kg (6,600 lb) on internal/external hardpoints
- 길이: 18.17 m (59 ft 7 in)
- 로터직경: 21.29 m (69 ft 10 in)
- 높이: 5.65 m (18 ft 6 in)
- 원판면적: 356 m² (3,832 ft²)
- 공허중량: 7,260 kg (16,007 lb)
- 탑재중량: 11,100 kg (24,470 lb)
- 최대이륙중량: 12,000 kg (26,455 lb)
- 엔진: 2× Klimov TV3-117Mt turboshafts, 1,454 kW (1,950 shp)  각각
- Fuel max total capacity: 3,700 l (977 US gal)

성능
- 최대속도: 260 km/h (140 kt)
- 항속거리: 450 km (280 mi)
- 최대항속거리: 960 km (596 mi)
- 상승한도: 4,500 m (14,765 ft)

무장
- up to 1,500 kg (3,300 lb) of disposable stores on six hardpoints, including 57 mm S-5 rockets, bombs, or 9M17 Phalanga ATGMs.

## 러시아 군용기 사고 목록
| 날짜             | 사고기종   | 비고            |
| ---------------- | ---------- | --------------- |
| 1953년 5월       | Tu-95      | 프로펠러 이상   |
| 1999년 6월       | Su-30      |                 |
| 2003년 10월 15일 | Mig-31     |                 |
| 2005년 5월 12일  | Mig-29     |                 |
| 2005년 5월 21일  | Su-25      |                 |
| 2005년 6월 1일   | Mig-31     | 2명 탈출 성공   |
| 2012년 3월 13일  | Ka-52      | 조종사 2명 사망 |
| 2012년 6월 28일  | Su-27      |                 |
| 2012년 10월 30일 | Su-24      | 2명 탈출 성공   |
| 2015년 6월 4일   | Mig-29     |                 |
| 2015년 7월 3일   | Mig-29     |                 |
| 2015년 7월 6일   | Su-24M     | 조종사 2명 사망 |
| 2015년 7월 14일  | Tu-95      | 조종사 2명 사망 |
| 2015년 8월 1일   | Mi-28 헬기 | 에어쇼 도중     |
| 2016년 3월 30일  | Su-25      | 군사훈련 도중   |
| 2016년 4월       | Su-34      |                 |
| 2016년 6월 9일   | Su-27      | 곡예비행 복귀중 |
| 2018년 3월 7일   | Mi-8       |                 |
| 2018년 5월 3일   | Su-30SM    | 조종사 2명 사망 |
| 2018년 5월 7일   | Ka-52      |                 |

## 같이 보기
유사 항공기
- UH-60 블랙호크 (10톤)
- 수리온 (8톤)
- 아구스타웨스트랜드 AW-149 (8톤)
- 유로콥터 쿠거 (9톤)
- CH-46 시나이트 (11톤)

관련 목록
- 헬리콥터 목록